# سايروس كاي بتيس
سايروس كاي بتيس (بالإنجليزية: Cyrus K. Bettis)‏ هو الملازم سايروس ك. بتيس ولد في 2 يناير 1893 وتوفي في 1 سبتمبر 1926 كان يعمل طيار حربي بالقوات الجوية الأمريكية فاز بالعديد من السباقات وحدد رقمًا قياسيًا لسرعة الطيران في سباق الدائرة المغلقة في عام 1925. وتوفي بعد أن تحطم طائرته أقل من بعد سنة.

## السيرة شخصية
ولد بتيس في 2 يناير 1893 في كارسونفيل بولاية ميتشجان من أصول مهاجرًا إيرلنديه. انضم إلى الجيش في عام 1918 وكان الفائز في عام 1924 في سباق الطيران عام 1925 وكان أيضا الفائز في أكتوبر 1925 وضع رقمًا قياسيًا جديدًا لسرعة الجو يبلغ 248.99 ميل في الساعة لسباق الدائرة المغلقة وتم كسر الرقم القياسي بعد وقت قصير من قبل الملازم جيمي دوليتل.
في 23 أغسطس 1926 كان يقود تشكيلًا لثلاث طائرات حربية تغادر في فيلادلفيا متجهاً نحو سيلفريدج فيلد في ميتشيجان الا انه أصيب بجروح خطيرة بما في ذلك كسر ساقيه تم إدخاله إلى مستشفى بيلفونت ثم نقل جوا إلى مستشفى والتر في واشنطن حيث كان من المتوقع أن يتعافى لكنه توفي في 1 سبتمبر 1926 بالتهاب السحايا النخاعي.

## تكريمه
تم تسمية حقل بتيس في بيتسبرغ على شرفه عندما اشترت ويستنغهاوس الموقع في عام 1948 وأغلق المطار وتم تحويله إلى مختبر وأطلقوا عليه مختبر بيتس للطاقة الذرية.

## وفاته
توفي في عام 1926 بعد أن تحطمت طائرته في عام 1925.